# Тетрафенилгерманий
Тетрафенилгерманий — элементоорганическое вещество, 
аромопроизводное германия с формулой Ge(C6H5)4, 
бесцветные кристаллы.

## Получение
- Действие реактива Гриньяра на хлорид германия(IV):

{\displaystyle {\mathsf {GeCl_{4}+4C_{6}H_{5}MgBr\ {\xrightarrow {}}\ Ge(C_{6}H_{5})_{4}+4MgBr_{2}}}}

## Физические свойства
Тетрафенилгерманий образует бесцветные, устойчивые на воздухе, негидролизующиеся кристаллы
тетрагональной сингонии,
пространственная группа P 421c,
параметры ячейки a = 1,160 нм, c = 0,685 нм, Z = 2.